# Nathan Jones (wrestler)
Nathan Darren Jones (Gold Coast, 21 agosto 1969) è un attore, powerlifter e wrestler australiano, noto per i suoi trascorsi in WWE tra il 2002 e il 2004.

## Biografia
Nel 1987, all'età di soli diciott'anni, Nathan Jones venne condannato a sedici anni di reclusione per aver commesso otto rapine nell'arco dei due anni precedenti; dopo essere stato rilasciato nel 1994, intraprese la carriera di powerlifter, disciplina alla quale era stato introdotto in carcere.
Dopo aver fatto da guardia del corpo al multimilionario Rene Rivkin, nel 1997 iniziò a dedicarsi al wrestling professionistico; nel 2002 approdò nella World Wrestling Entertainment (WWE), ma fu impossibilitato a combattere fino all'inizio del 2003 a causa di alcuni problemi legati al visto d'ingresso.
Contemporaneamente alla carriera sportiva, Jones intraprese quella da attore, interpretando ruoli legati alla sua prestanza fisica, tra cui Boagrius in Troy (2004), Humungus in Asterix alle Olimpiadi (2008) e Rictus Erectus in Mad Max: Fury Road (2015).

## Filmografia parziale
- Police Story 4 (1996)
- Troy (2004)
- The Protector - La legge del Muay Thai (2005)
- Fearless (2006)
- The Condemned (2007)
- Asterix alle Olimpiadi (2008)
- Tekken (2010) – Craig Marduk
- Conan the Barbarian (2011)
- Mad Max: Fury Road (2015)
- Never Back Down - No Surrender (2016)
- Il Re Scorpione 5 - Il libro delle anime (2018)
- Mortal Kombat (2021) – Reiko
- Furiosa: A Mad Max Saga (2024)